# 제주은행
제주은행(濟州銀行)은 대한민국의 지방은행이다.

## 연혁
- 1969년 9월 19일 : 제주은행 설립
- 1972년 12월 28일 : 증권거래소 상장
- 2000년 7월 20일 : 제주은행과 중앙종금 합병 무산
- 2000년 12월 15일 : 신한은행이 제주은행 위탁 경영 발표
- 2001년 3월 23일 : 신한은행과 제주은행 간 수수료 면제 실시
- 2002년 5월 10일 : 신한금융지주 계열사로 편입
- 2022년 9월 16일: 이도일동에서 노형동으로 본점 이전

## 역대 제주은행장
- 강중홍 (2000년 ~ 2003년)
- 김국주 (2003년 ~ 2006년)
- 윤광림 (2006년 ~ 2009년)
- 허창기 (2009년 ~ 2014년)
- 이동대 (2014년 ~ 2018년)
- 서현주 (2018년 ~ 2022년)
- 박우혁 (2022년 ~ 현재)

## 카드 업무
취급카드
- 비자카드 (취급 중, 신용카드 한정)

발급기관
- 제주은행

후불교통카드
- 지하철 버스 사용 지역 : 수도권 (서울, 경기, 인천 등)
- 전지역 버스 사용 지역 : 제주
- 버스 사용 지역 : 경북 일부 (포항)